# Lilly Hartley
Lilly Hartley es una productora de documentales estadounidense y actriz y fundadora de Candescent Films, una de las empresas indies de películas en Nueva York.

## Primeros años y educación
Hartley se crio en East Hampton y la ciudad de Nueva York. Su padre es dramaturgo y graduado de la Escuela de Drama de Yale y su madre es científica, siendo parte de una empresa de la ciudad. Su padrino, Ken Howard, era actor y presidente del Screen Actors Guild. Su abuelo, Benjamin Epstein, trabajó con Martin Luther King Jr. y Robert F. Kennedy durante el Movimiento por los Derechos Civiles en su papel de director nacional de la Liga Antidifamación. Se especializó en historia e inglés en la universidad y se graduó summa cum laude. Estudió actuación en William Esper Studio, completando el programa de dos años, siendo acelerado incluso para el promedio de cosas.

## Carrera
Hartley fundó Candescent Films en 2010. La productora cinematográfica apoya películas documentales que exploran temas sociales. Antes de fundar la empresa, Hartley trabajó como actriz y ejecutiva de producción. Es miembro del Sindicato de Actores de Cine y del Gremio de Productores de América.
La primera película apoyada por Candescent fue La reina de Versalles, que fue la película de la noche de apertura del Festival de Cine de Sundance de 2012, y fue nominada a un premio DGA, premio IDA y al premio Critics' Choice . Hartley se desempeñó como productor ejecutivo. Como productor de Hijos de las Nubes, un documental que explora cuestiones de derechos humanos en el Sáhara Occidental y protagonizado por Javier Bardem, Hartley ganó el Premio Goya 2013 a la Mejor Película Documental. En 2014, Hartley se asoció con el Tribeca Film Institute para desarrollar un premio Candescent para películas que se estrenan en el Festival de Cine de Tribeca . El ganador inaugural de este premio fue Nas: Time Is Illmatic (2014).
Algunos de los otros trabajos de Hartley incluyen la producción ejecutiva ¿Quién es Dayani Cristal? protagonizada por Gael García Bernal, productora ejecutiva de Private Violence, que se estrenó en el Festival de Cine de Sundance 2014, y productora de Likeness, cortometraje protagonizado por Elle Fanning y dirigido por Rodrigo Prieto . Hartley fue productor ejecutivo de The Departure, dirigida por Lana Wilson .   Hartley fue productor ejecutivo del documental sobre caza mayor Trophy, que se estrenó en el Festival de Cine de Sundance de 2017, donde fue adquirido por CNN Films y The Orchard . Hartley también fue productor ejecutivo de Generation Wealth .

## Filmografía
| Año  | Título                    | Acreditado como        | Notas |
| ---- | ------------------------- | ---------------------- | --- |
| 2010 | Dirty Girl                | Productor asociado     | |
| 2010 | Una señal invisible       | Productor asociado     | |
| 2012 | La reina de Versalles     | Productor co-ejecutivo | Nominado al premio DGA, al premio IDA y al premio Critics' Choice |
| 2012 | Sons of the Clouds        | Productor              | Ganó el Premio Goya 2013 a la Mejor Película Documental |
| 2013 | ¿Quién es Dayani Cristal? | Productor ejecutivo    | |
| 2013 | Remote Area Medical (RAM) | Productor ejecutivo    | |
| 2013 | Semejanza                 | Productor              | Cortometraje; nominado al premio Webby |
| 2014 | Private Violence          | Productor ejecutivo    | Ganó el premio Candescent; nominado al premio Primetime Emmy por programación informativa excepcional - formato largo                                                                  |
| 2014 | 1971                      | Productor co-ejecutivo | Ganó el premio ABCNews VideoSource de la Asociación Internacional de Documentales de 2015 y el premio Cinema Eye Honors Spotlight de 2015. Nombrado finalista del Premio Peabody 2016. |
| 2017 | La salida                 | Productor ejecutivo    | Nominado al premio Independent Spirit 2017 a la mejor película documental |
| 2017 | Trofeo                    | Productor ejecutivo    | |
| 2018 | Generation Wealth         | Productor ejecutivo    | Nominado al Premio WGA 2018 al Mejor Guion Documental |
| 2019 | Fantasy Island            | Productor ejecutivo    | |